# Gare de Malling
La gare de Malling est une gare ferroviaire française de la ligne de Thionville à Apach située sur le territoire de la commune de Malling dans le département de la Moselle, en région Grand Est.
Une station est mise en service en 1878 par la Direction générale impériale des chemins de fer d'Alsace-Lorraine. Elle devient une simple halte lors du retour de la Lorraine à la France.
C'est une halte voyageurs de la Société nationale des chemins de fer français (SNCF) desservie, uniquement les week-ends et fêtes, par des trains TER Grand Est.

## Situation ferroviaire
Établie à 155 mètres d'altitude, la gare de Malling est située au point kilométrique (PK) 12,474 de la ligne de Thionville à Apach, entre les gares de Kœnigsmacker et de Sierck-les-Bains.

## Histoire
La station de Malling est mise en service le 15 mai 1878 par la Direction générale impériale des chemins de fer d'Alsace-Lorraine, lorsqu'elle ouvre à l'exploitation la ligne de Thionville à Trèves à voie unique.
Petite station, elle dispose d'un bâtiment avec une salle d'attente, elle sert également d'habitation pour le garde barrière. Après la création de la SNCF la station devient une simple halte voyageurs et le bâtiment est réaffecté en « maison de garde barrière no 4 ». Il est détruit en 1989.
Le 15 décembre 2013, la relation TER entre Thionville et Apach est supprimée. La desserte de la halte voyageurs se limite aux circulations des trains de la relation Metz-ville - Trèves les week-ends et jours fériés.

## Service des voyageurs

### Accueil
Halte SNCF, c'est un point d'arrêt non géré (PANG) à accès libre. L'un des deux quais dispose d'un abri.
La traversée des voies et le passage d'un quai à l'autre s'effectuent par le passage à niveau routier.

### Desserte
Malling est desservie, uniquement les samedis, dimanches et jours fériés, par des trains TER Grand Est de la relation Metz-Ville - Trèves.

### Intermodalité
Il n'y a pas de places de stationnement à proximité immédiate.